# Skvallertjärnen, Värmland
Skvallertjärnen är en sjö i Filipstads kommun i Värmland och ingår i Göta älvs huvudavrinningsområde.